# Chamaecrista wittei
Chamaecrista wittei là một loài thực vật có hoa trong họ Đậu. Loài này được (Ghesq.) Lock miêu tả khoa học đầu tiên.